# Hermann Usener
Hermann Karl Usener (Weilburg, 23 octobre 1834 – Bonn, 21 octobre 1905) est un philologue et mythologue allemand, spécialiste de la religion grecque antique et ardent promoteur de l'histoire comparée des religions. Il est aussi connu pour avoir été l'éditeur scientifique d'Épicure (Epicurea, Lipsiae, 1887) et des textes rhétoriques de Denys d'Halicarnasse (Dionysius Halicarnassensis. Opuscula, Lipsiae, 1899 sqq.).

## Biographie
Usener s'inscrit en 1853 à l'université de Heidelberg. Il poursuit ses études à l'université de Munich, puis à l'université de Göttingen et enfin à l'université de Bonn. Sa thèse de doctorat (1858) porte sur les Analecta Theophrastea.
En 1858, il est recruté comme professeur au lycée de Joachimsthal de Berlin. Dès 1861, il est professeur surnuméraire à l'université de Berne et à l'École cantonale de Berne, avant de devenir en 1863 professeur titulaire de l'université de Greifswald.
Il rejoint en 1866 l'université de Bonn où il termine sa carrière : il y enseigne notamment à de futures sommités, comme le célèbre Wilamowitz-Moellendorff, Kaibel et Diels.

## Œuvres
Aucune œuvre de ce fondateur de la philologie grecque n'a été traduite en français, situation révélatrice du naufrage français de la science des textes grecs. 
- Alexandri Aphrodisiensis problematorum lib. III. et IV. (Berlin, 1859),
- Scholia in Lucani bellum civile (Leipzig, 1869, Bd. 1),
- Anecdoton Holderi (Bonn, 1877),
- Legenden der Pelagia (Bonn, 1879),
- De Stephano Alexandrino (Bonn, 1880),
- Acta S. Marinae et S. Christophori (Bonn, 1886),
- Epicurea (Leipzig, 1887), und zahlreiche Beiträge zum Rheinischen Museum,
- Altgriechischer Versbau. Ein Versuch vergleichender Metrik (Bonn, 1887),
- Götternamen: Versuch einer Lehre von der Religiösen Begriffsbildung (Bonn, 1896),
- Religionsgeschichtliche Untersuchungen (Bonn, 1889),
- Die Sintfluthsagen untersucht (Bonn, 1899),
- Vorträge und Aufsätze (Leipzig-Berlin, 1907)
- Kleine Schriften (Leipzig, 1912-1914, 4 Bd).